# Lincoln High School
Lincoln High School er et offentlig gymnasium beliggende i Warren i Michigan i USA. Skolen drives af Van Dyke Public Schools, og er placeret på 9 Mile og Van Dyke. Skolens farver er sort, hvid og rød og team kaldenavnet er Abes. I skoleåret 2007-2008, havde Lincoln 1022 indskrevne studerende og i 2009-2010 skoleåret, havde Lincoln omkring 920 indskrevne studerende.

## Kendte elever fra skolen
- Eminem, rapper/musiker, deltog på Lincoln fra 1986 til 1989.
- Eric Bischoff, brydning-promoter og iværksætter.